# Cueta externa
Cueta externa is een insect uit de familie van de mierenleeuwen (Myrmeleontidae), die tot de orde netvleugeligen (Neuroptera) behoort. 
Cueta externa is voor het eerst wetenschappelijk beschreven door Navás in 1914.